# Улица Ярослава Гашека (Иркутск)
Улица Яросла́ва Га́шека (бывший переулок Юнкерский, Госпитальный, Красный) — улица в Правобережном округе города Иркутска, одна из старейших улиц города. Расположена в историческом центре между параллельными ей улицами Карла Маркса и Горького, начинается от пересечения с бульваром Гагарина, заканчивается пересечением с улицей Марата. Нумерация домов ведется от бульвара Гагарина.
Своё первое название — Госпитальный переулок — улица получила благодаря выстроенному на ней военному госпиталю (ныне — здание по адресу: улица 5-й Армии, 65). В 70-х годах XIX века госпиталь был переведён в предместье Марата, где находится и поныне, а в освобождённом помещении разместились Иркутские курсы командиров пехоты (пехотная школа). Сам переулок в честь этого получил название Юнкерский. После революции название переулка было изменено на Красный, а в 1963 году улица получила современное название, в честь чешского писателя Ярослава Гашека, жившего и работавшего в Иркутске в 1920 году.
В основном на улице расположены жилые дома. Дом № 5 по левой стороне — административное здание. На доме № 4 находится мемориальная доска, о том в честь кого названа улица — чешского писателя Ярослава Гашека. На доме № 6 находится мемориальная доска, посвящённая артисту театра А. П. Тишину.